# Fritz von Dardel
Pour les articles homonymes, voir Dardel.

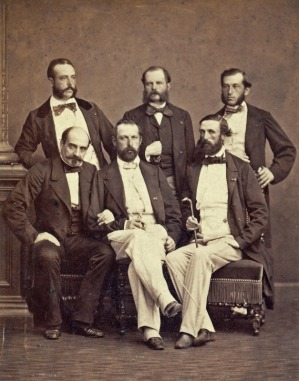
L'adjudant Daniel Nordlander (en haut à gauche), avec l'adjudant Fritz von Dardel, l'officier d'ordonnance Ferdinand-Alphonse Hamelin, le général Henri-Pierre Castelnau, le roi Charles XV de Suède et le prince Oscar, futur roi Oscar II de Suède, à l'Exposition internationale (1867) à Paris, France.

Fritz Ludvig von Dardel, né le 24 mars 1817 à Neuchâtel et mort le 27 mai 1901, est un diariste, illustrateur et dessinateur de bandes dessinées suédois. Il est courtisan et est connu pour son journal et ses illustrations décrivant la vie de la cour suédoise au milieu du XIXe siècle.

## Biographie
Fritz von Dardel naît le 24 mars 1817 à Neuchâtel, du noble suisse Georges-Alexandre von Dardel, qui est intronisé dans la noblesse suédoise en 1810, et de la noble suédoise Hedvig Sofia Charlotta Amalia Lewenhaupt, et il épouse la noble suédoise Augusta Silfverschiöld. Il devient adjudant du prince héritier, futur roi Charles XV de Suède, en 1850.
Il est un ami personnel de Charles XV, en plus d'avoir plusieurs fonctions à la cour, et, tant sur le plan professionnel que privé, il assiste souvent à la cour pendant le règne de Charles. Le journal qu'il publie est une description précieuse de la cour suédoise et de ses personnages au milieu du XIXe siècle.
Fritz von Dardel est attaché militaire à Paris de 1852 à 1862 et devient chambellan du cabinet de Charles XV en 1864. Il est également président du conseil d'administration du Nationalmuseum de 1867 à 1892.
Lors de plusieurs expositions d'art en Europe (1867, 1871, 1873 et 1878) ainsi qu'à Philadelphie (1876), il est le juré, et il étudie lui-même dans les ateliers de Léon Cogniet et d'E. Lami à Paris.
Fritz von Dardel est connu pour ses dessins et son journal intime décrivant la vie à la cour royale suédoise de l'époque, notamment sous le règne de Charles XV.
Il devient membre de l'Académie royale suédoise des arts en 1861.

## Comics
De nombreuses caricatures de Fritz von Dardel sont réalisées en série afin de raconter une histoire (comique) accompagnée de courts textes. Il s'agit des premiers exemples de séries de caricatures, probablement inspirées par son compatriote suisse Rodolphe Töpffer. Ses œuvres sont représentées au Musée de la ville de Stockholm, au Musée d'art de Kalmar et au Nationalmuseum.

## Galerie

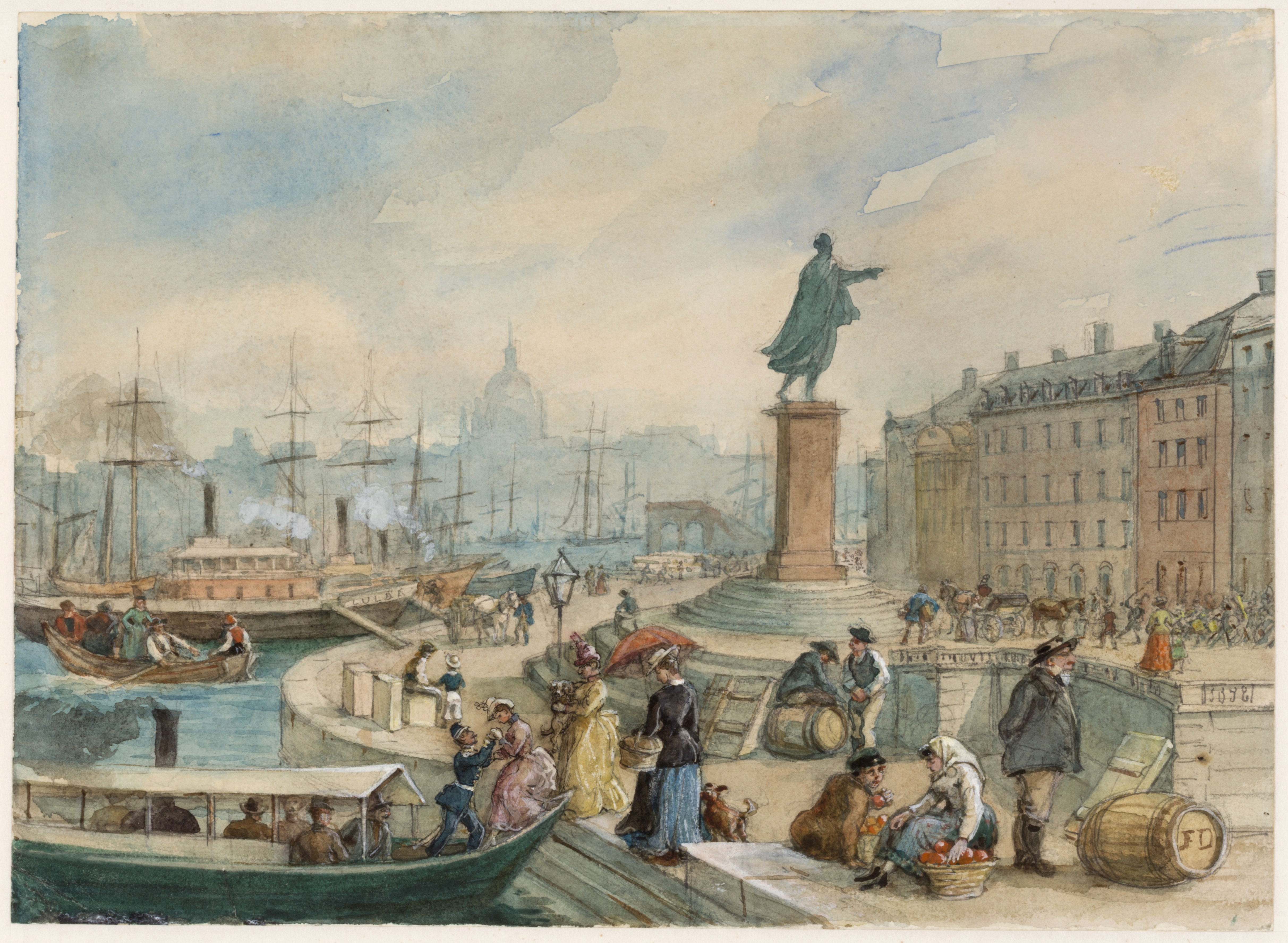
Statue de Johan Tobias Sergels sur Gustave III sur Skeppsbron à Stockholm (1860).
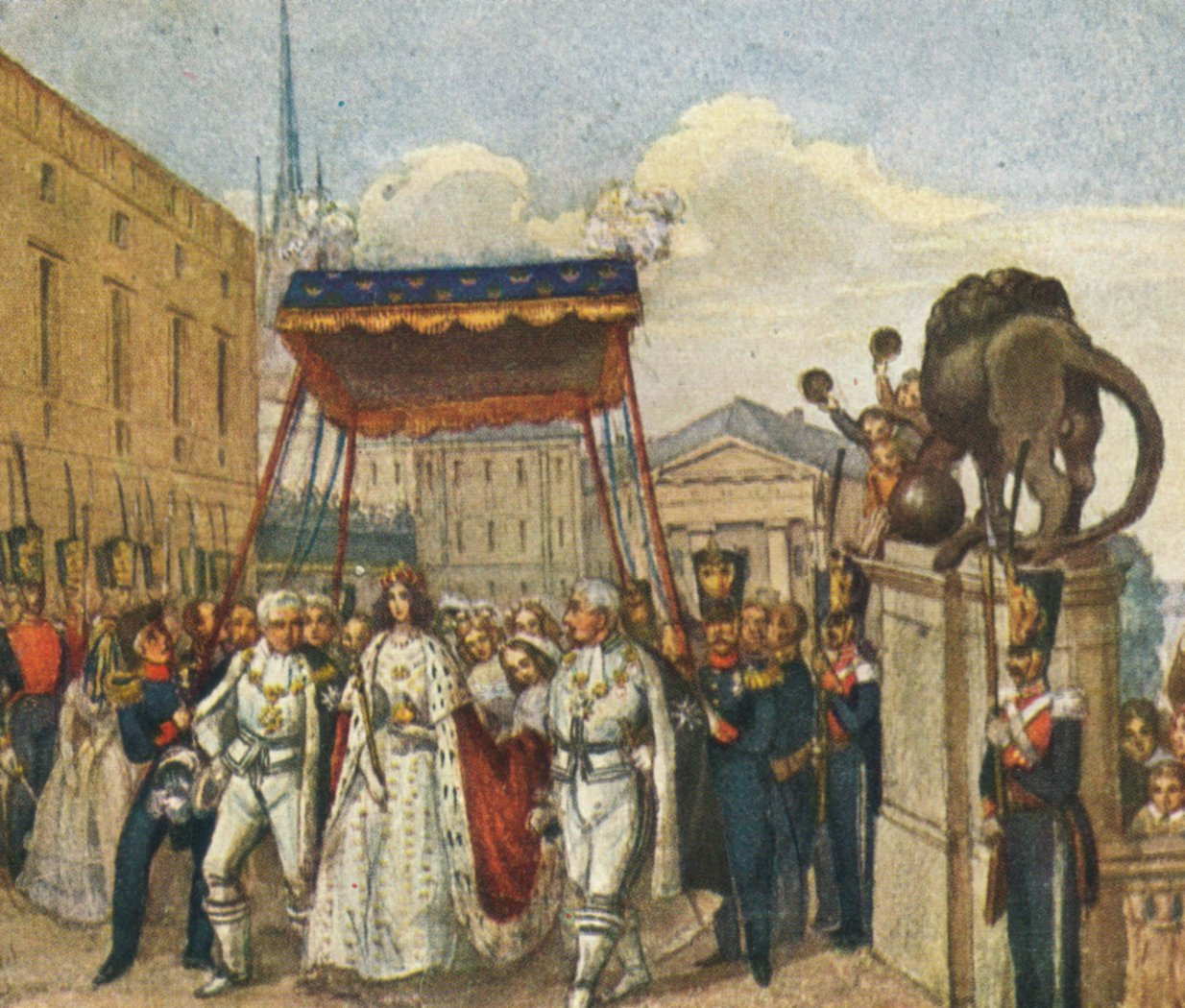
Le couronnement de la reine Joséphine en 1844.
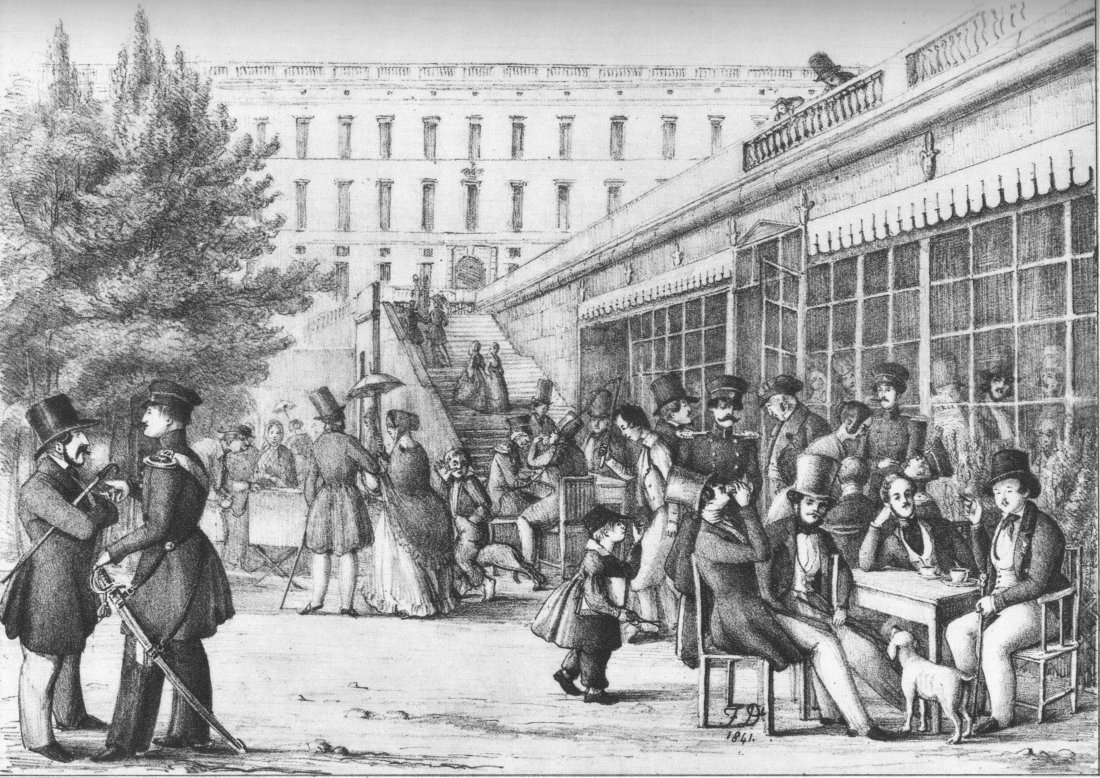
Strömpartern 1841.
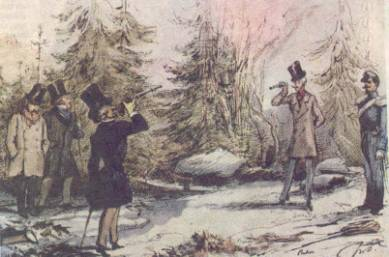
Le duel entre M. Baker et Soto Maior 1857.
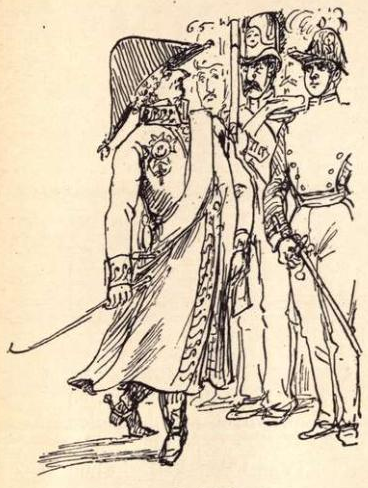
Charles XIV Jean inspecte ses troupes.
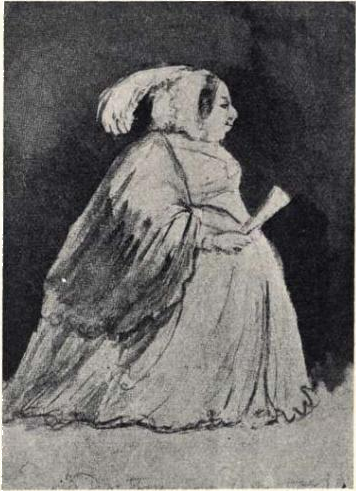
Caricature de la reine mère Désirée Clary.
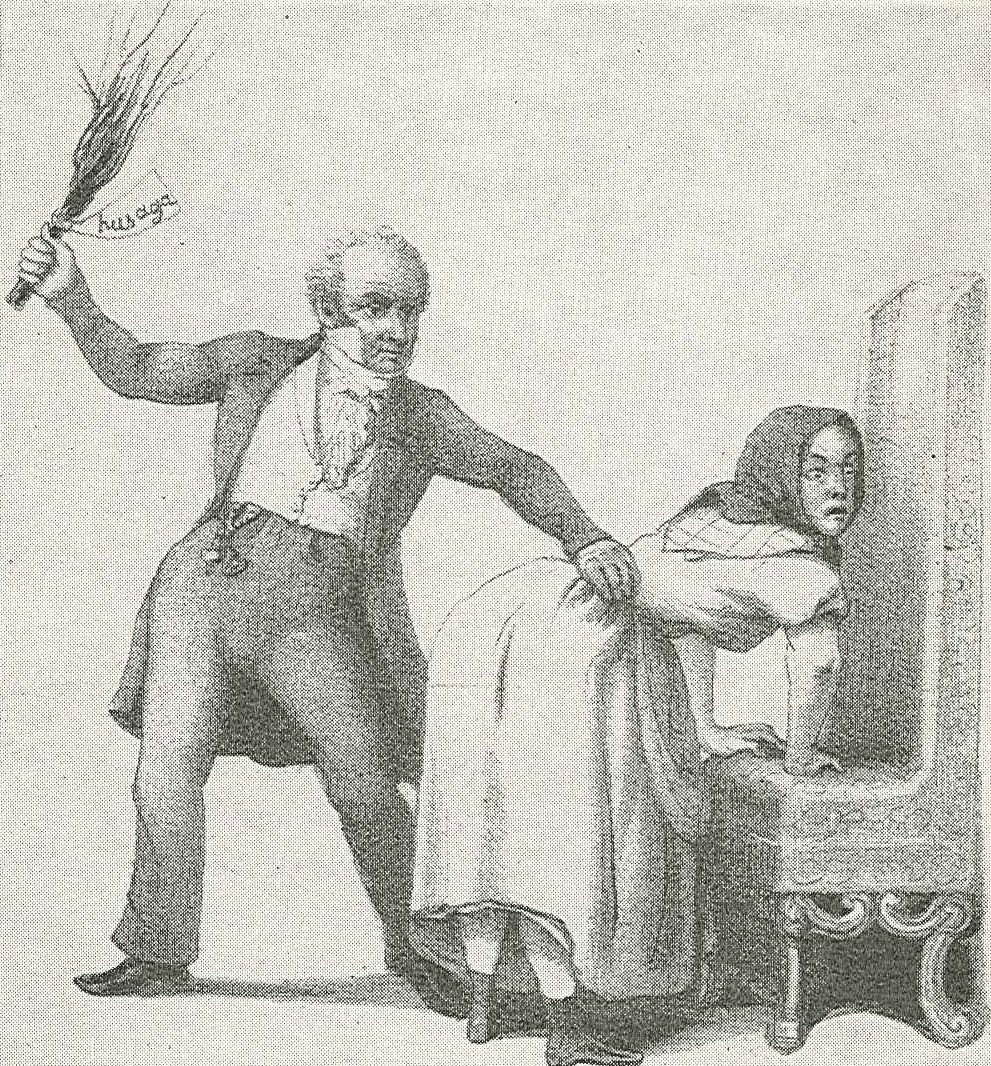
"Châtiments corporels à la maison".
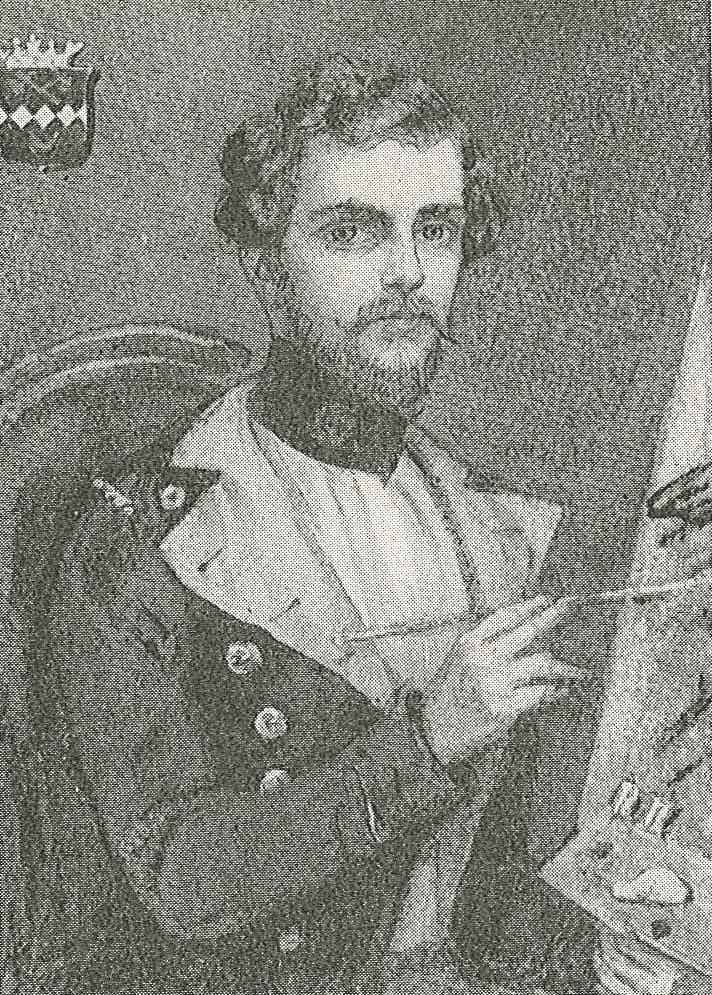
Autoportrait de jeunesse.
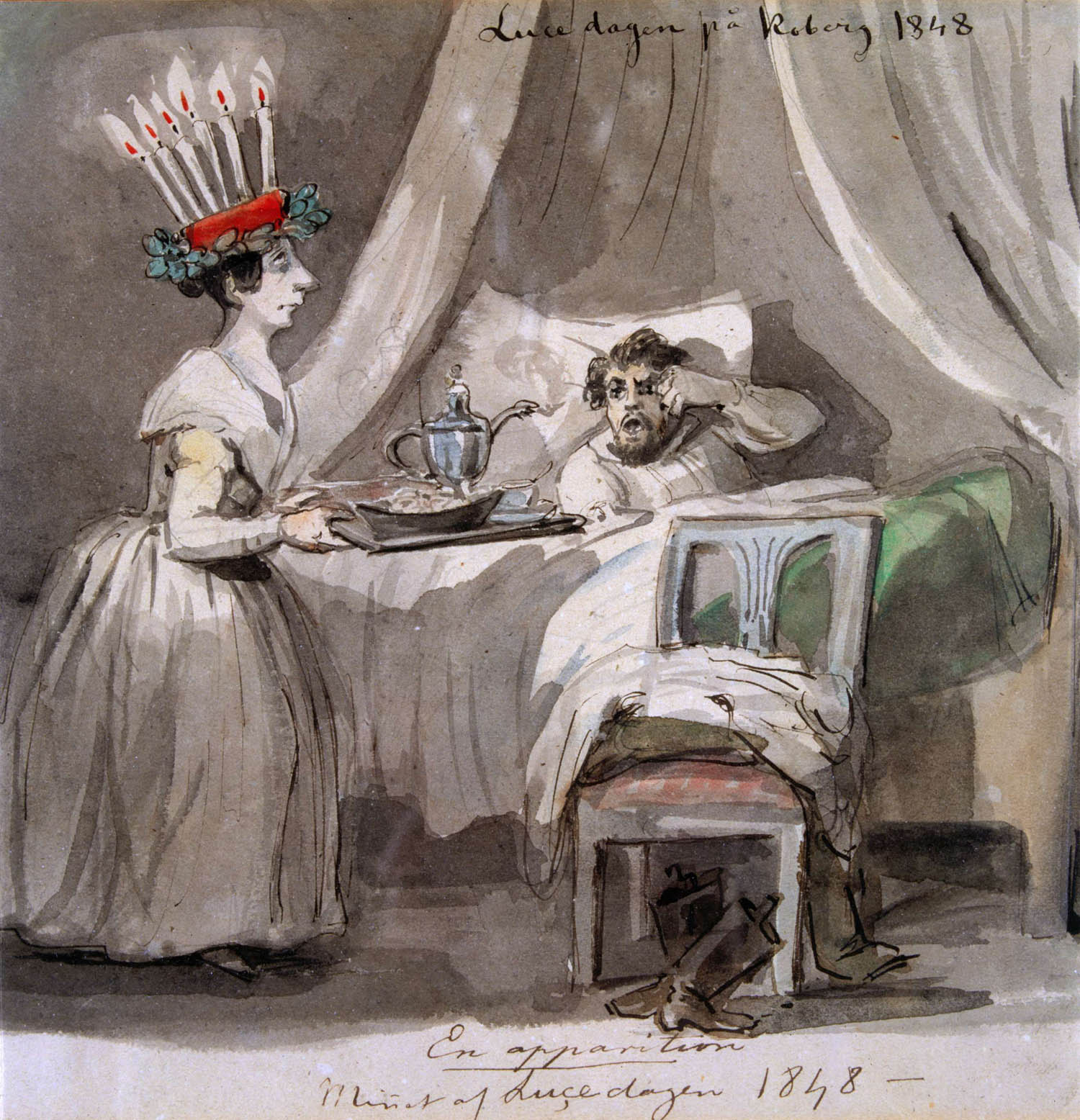
Célébrations de la Saint-Lucie au château de Koberg à Västergötland 1848. Aquarelle.
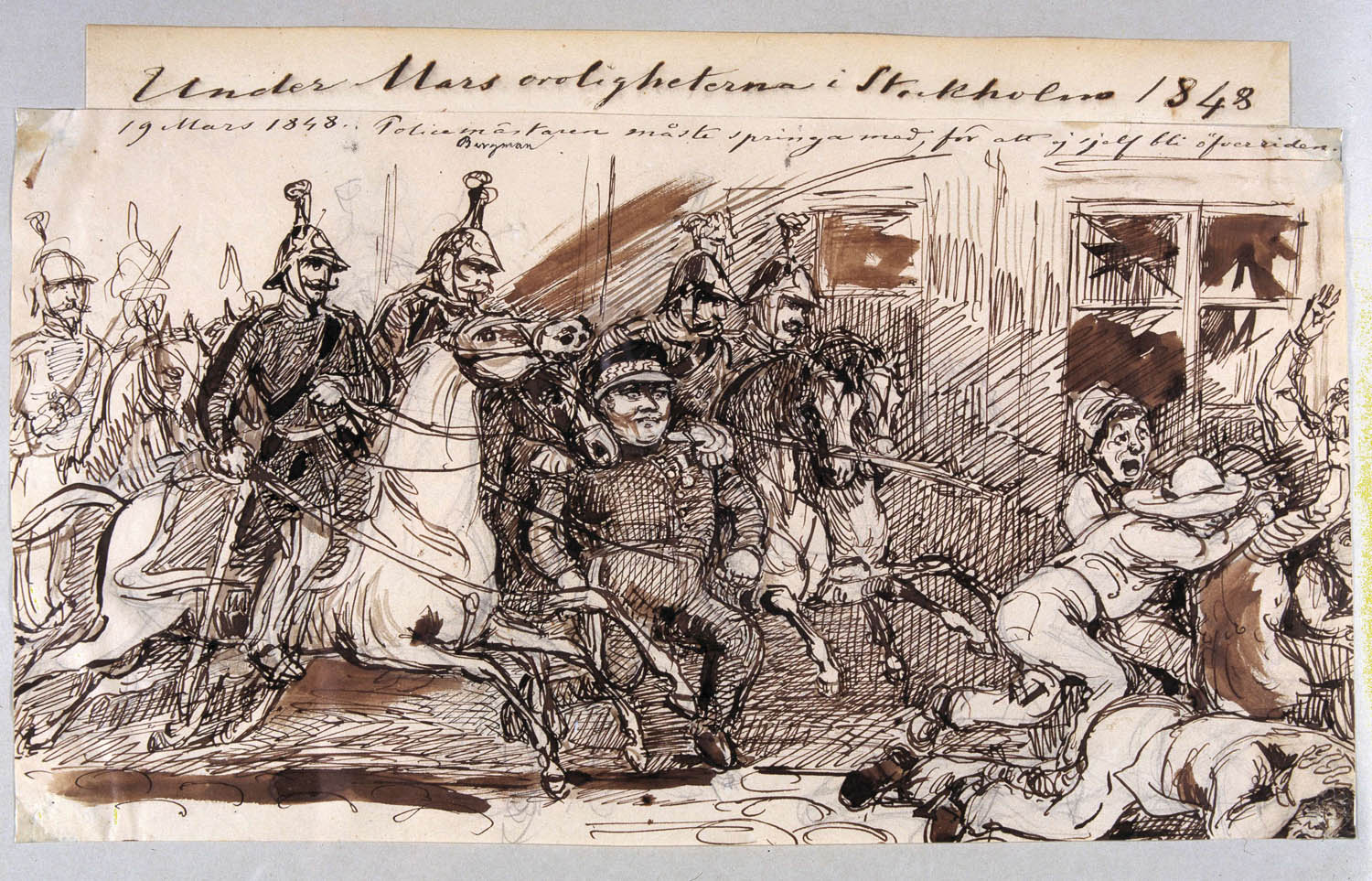
Troubles de mars à Stockholm 1848.
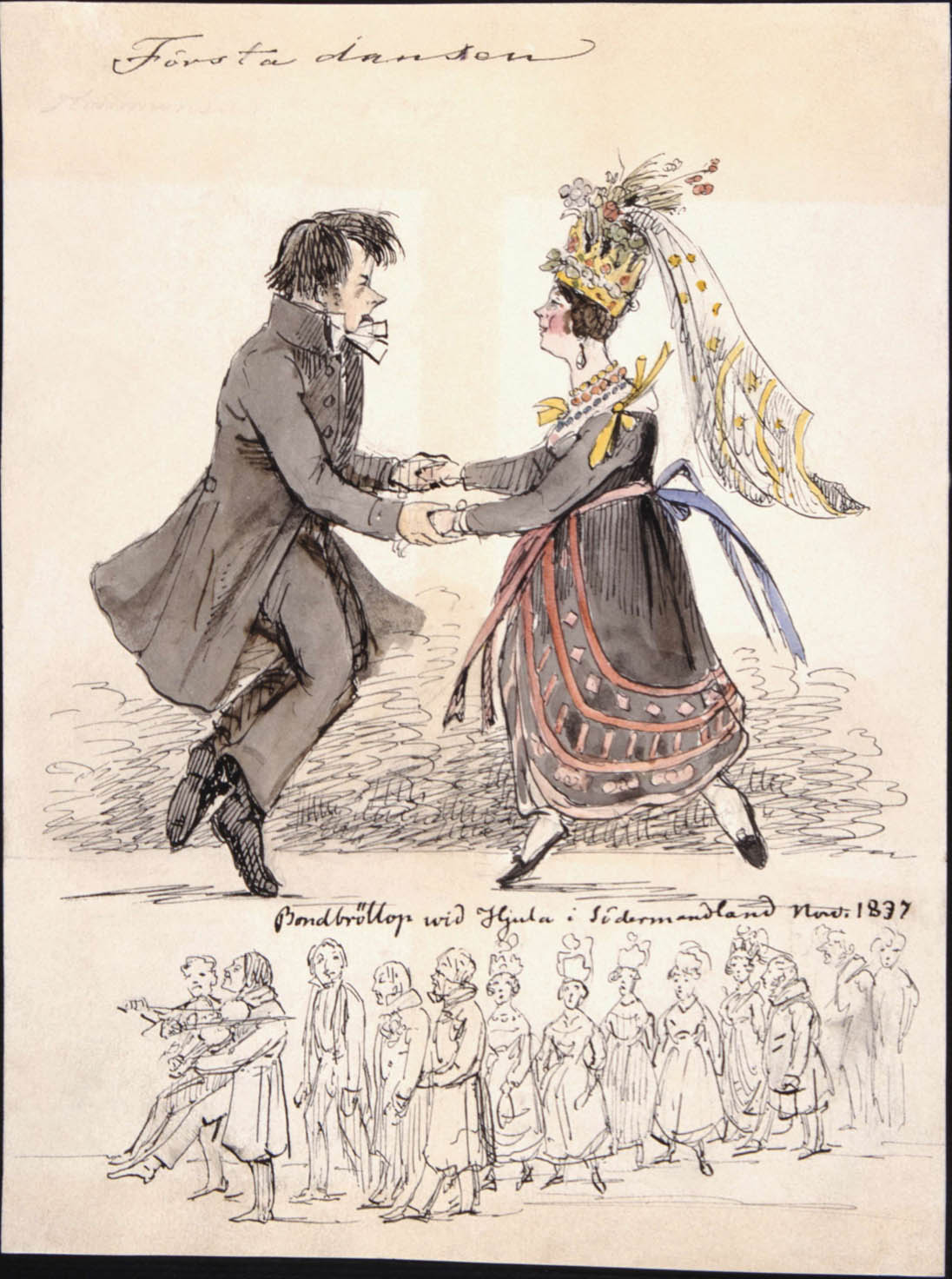
Première danse. Mariage des agriculteurs à Hjula dans le Södermanland 1837.
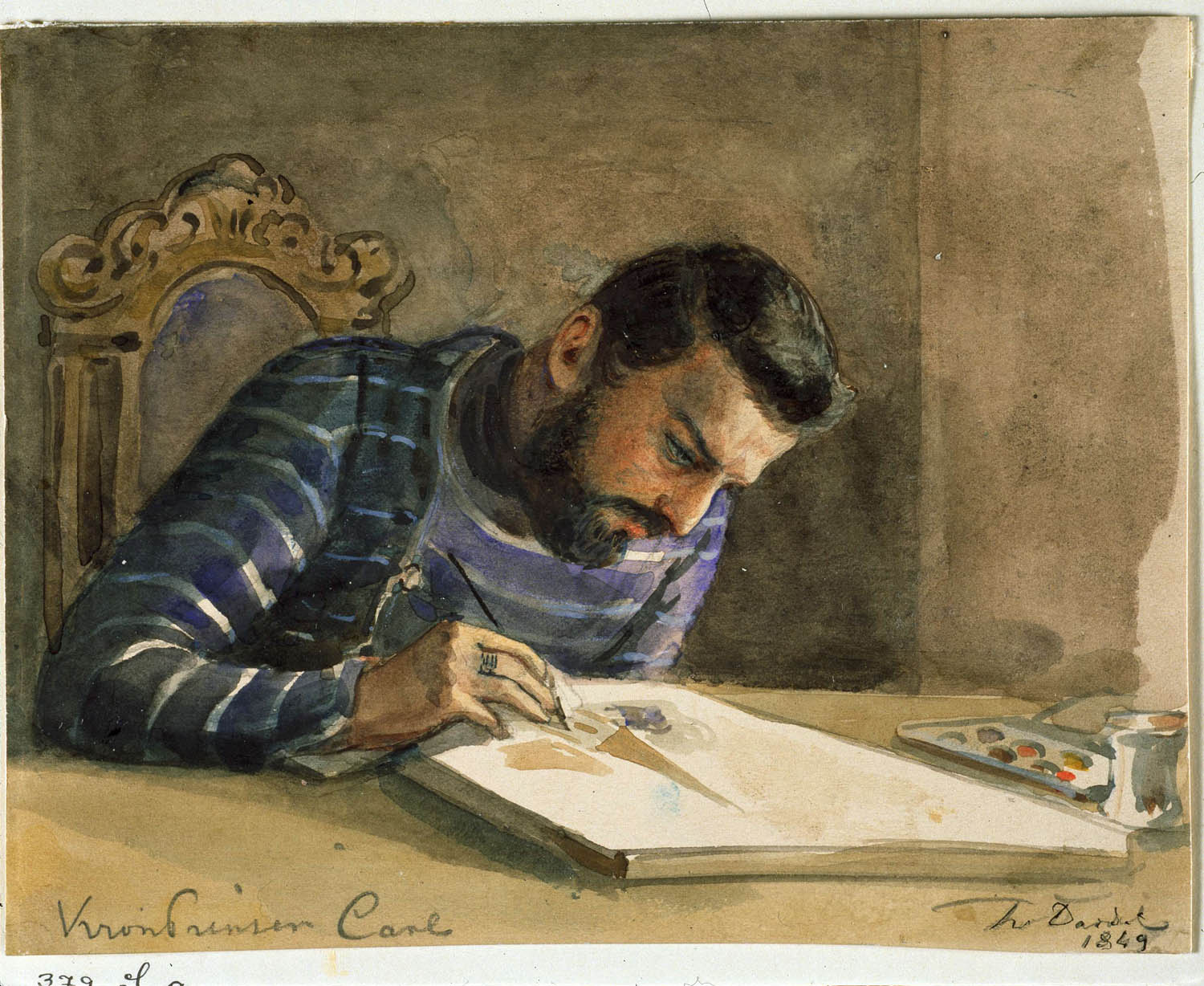
le prince héritier Charles XV. Aquarelle 1849.
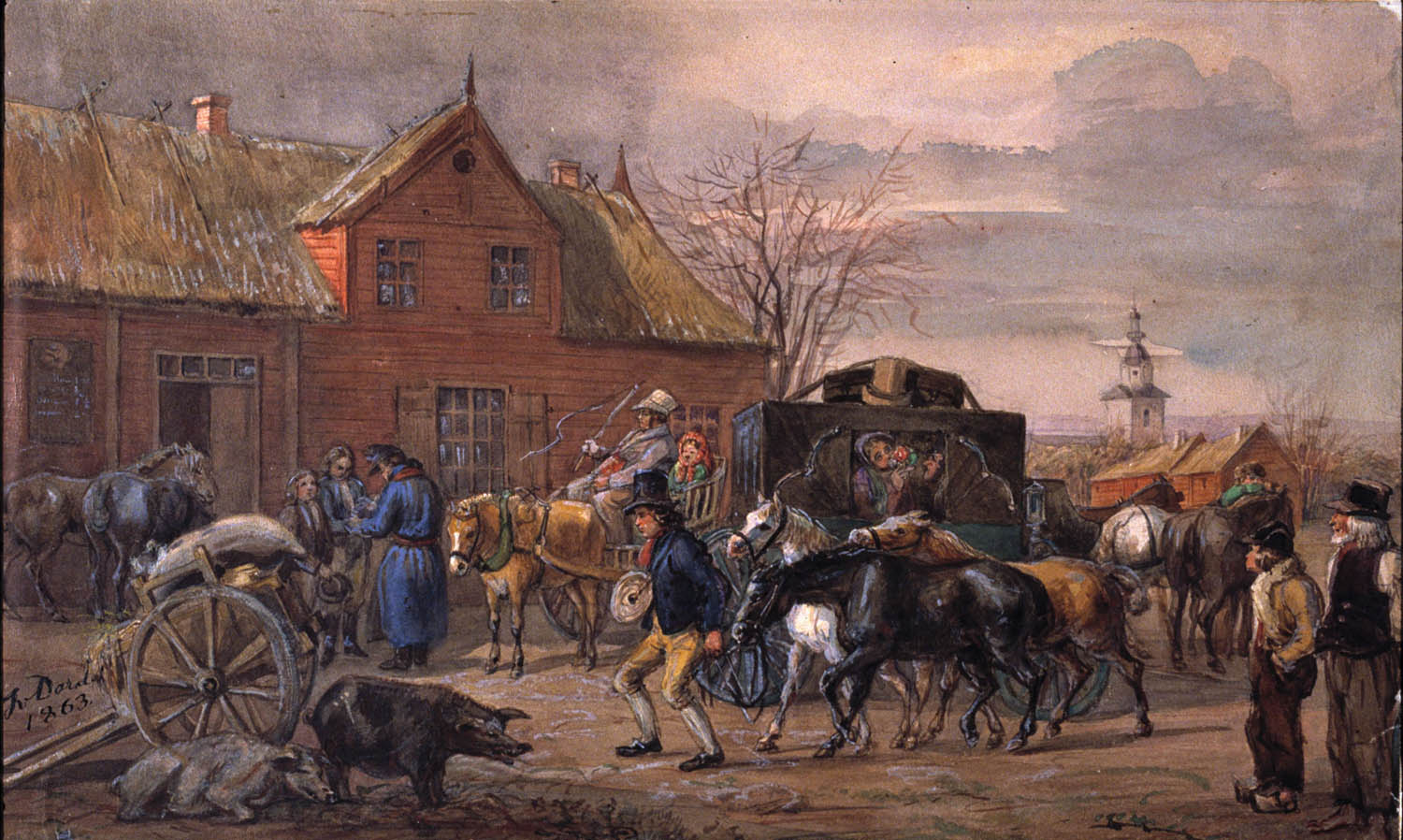
Auberge à Halland, 1863.
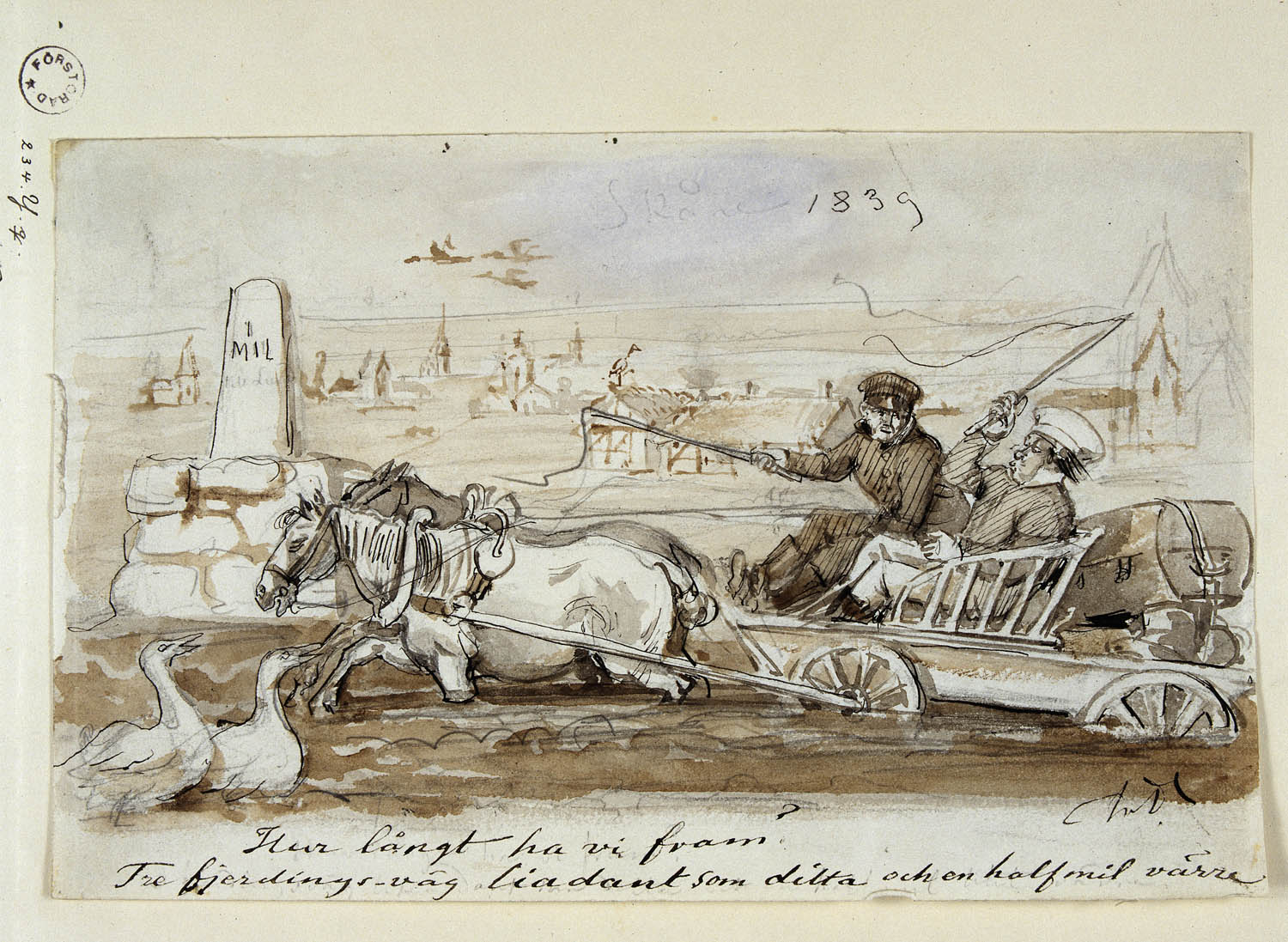
« Hur long ha vi fram ? » 1839.
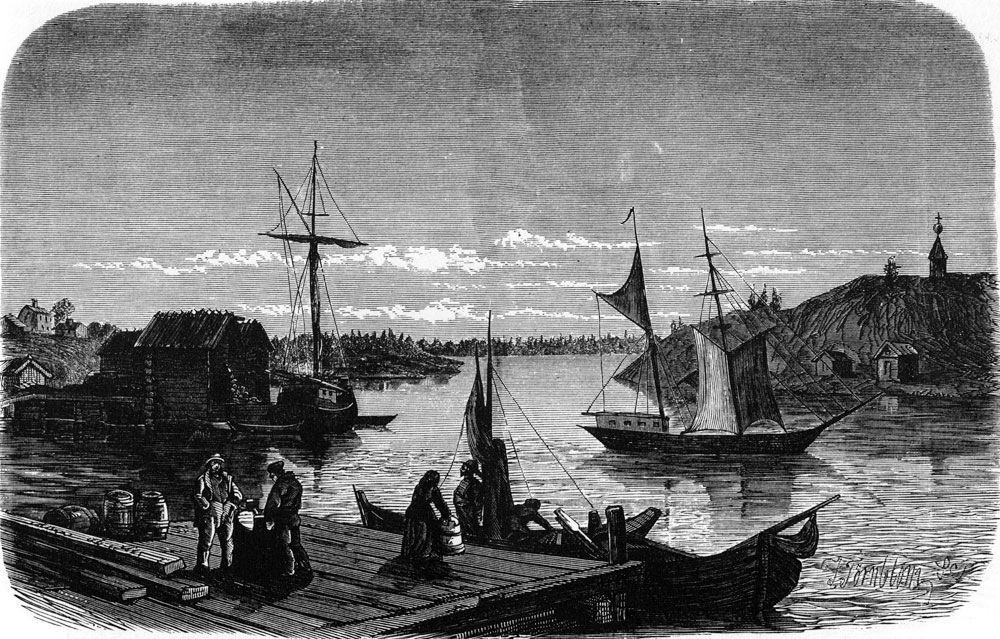
Le port de Ratan dans les années 1870. Dessin à Ny Illustrerad Tidning.
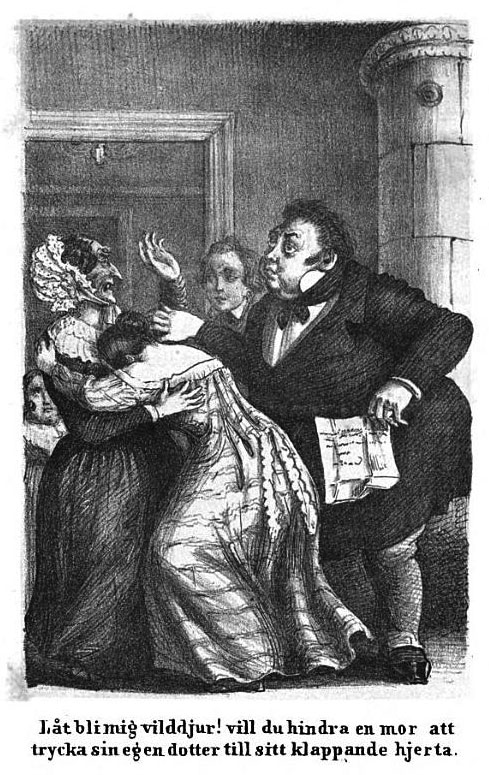
« Lt bli mig vilddjur ! » Illustration de livre de Berättelser af Onkel Adam par Carl Anton Wetterbergh 1854.
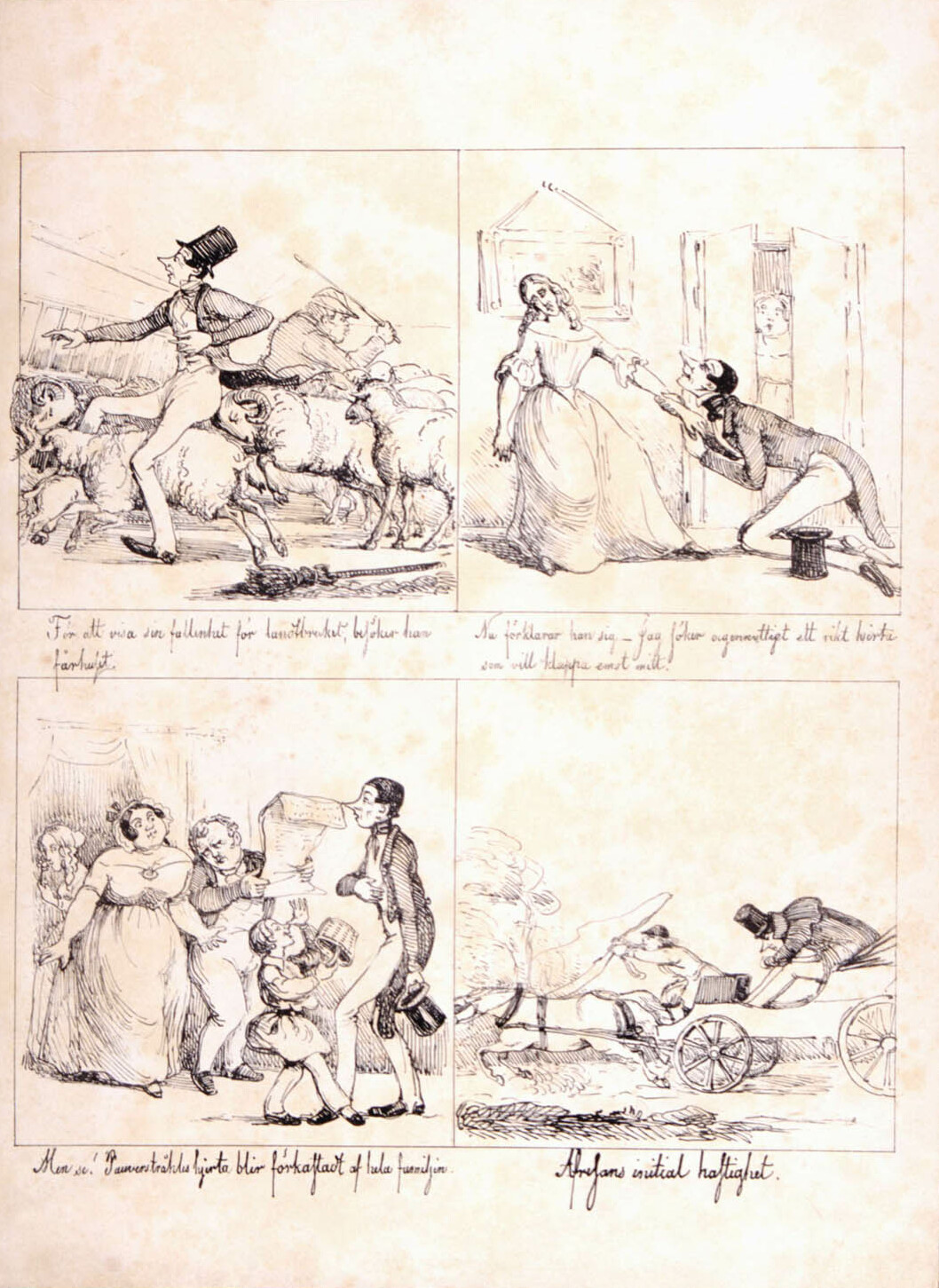
"Ett frieri. Pauverstråhles hjerta blir förkastadt af hela familjen." Exemple des premières bandes dessinées de von Dardel.
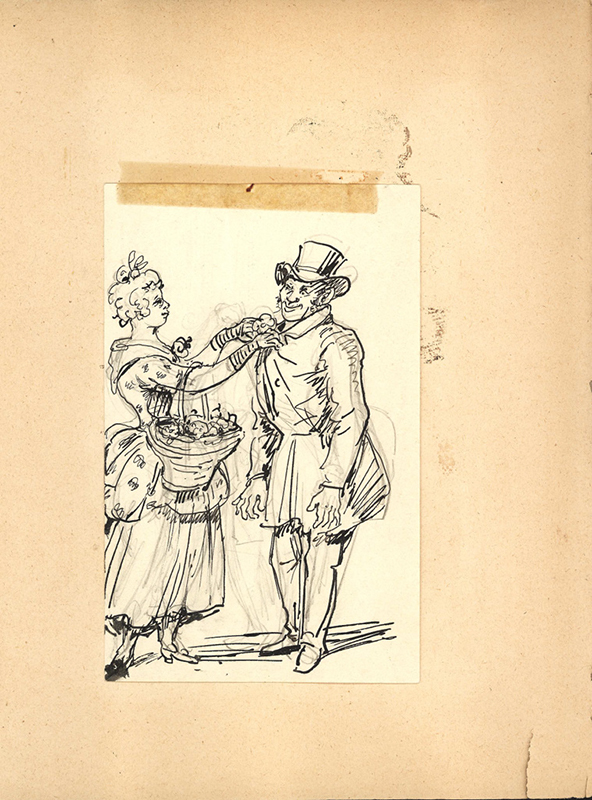
Une femme attache une fleur sur le revers d'un gentleman.
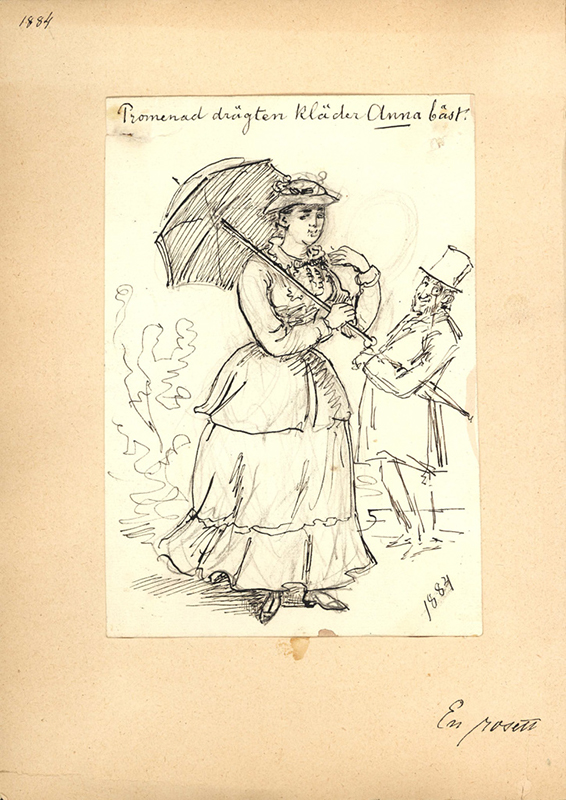
"Promenad drägten kläder Anna bäst".
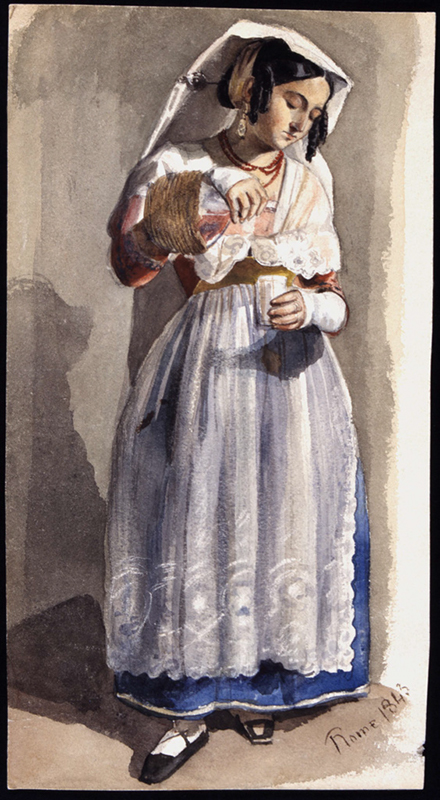
"Rome 1843. Femme en costume folklorique." Aquarelle 1843.
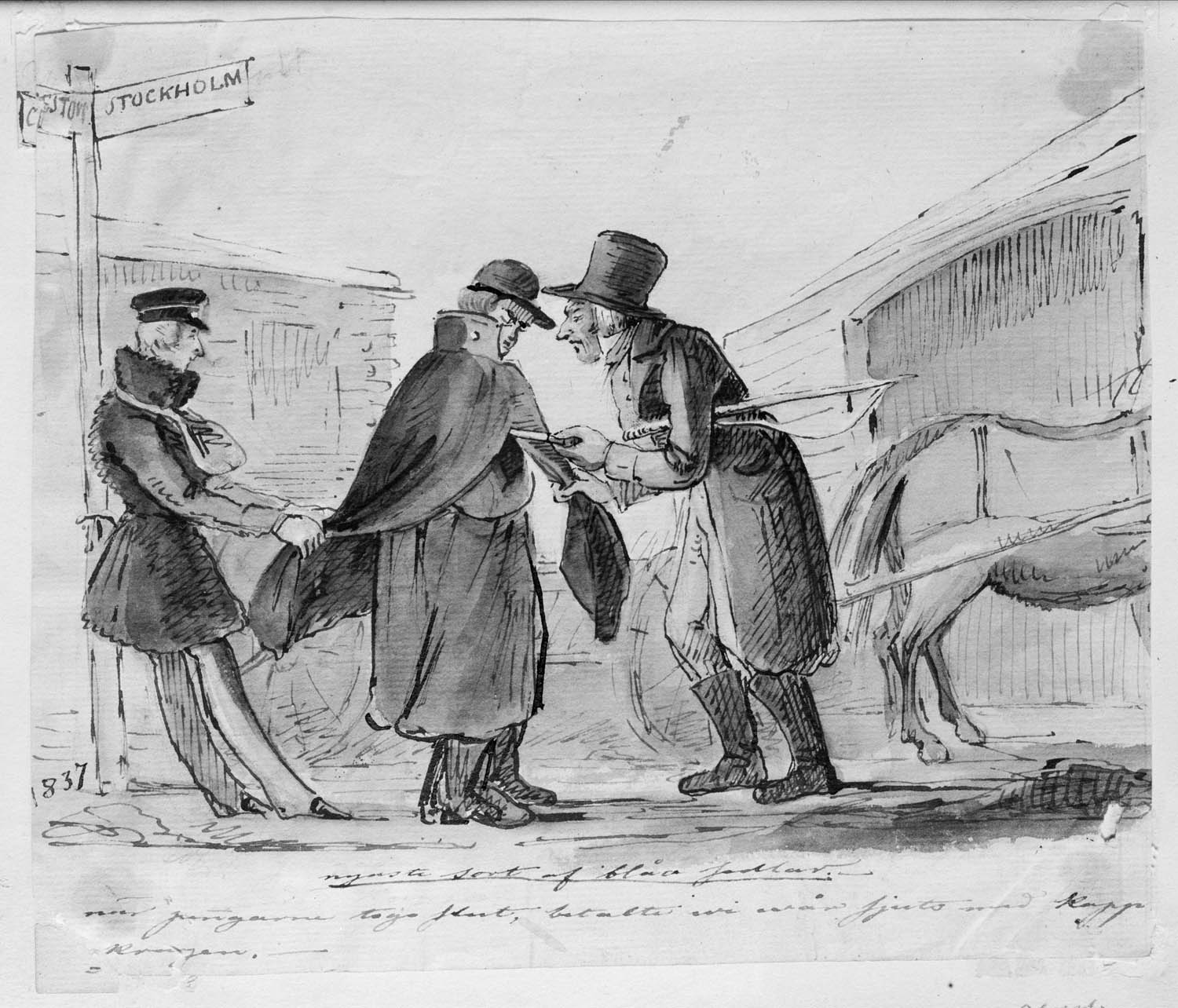
"När pengarna togo salope, betalte vi vår skjuts med kappkragen".
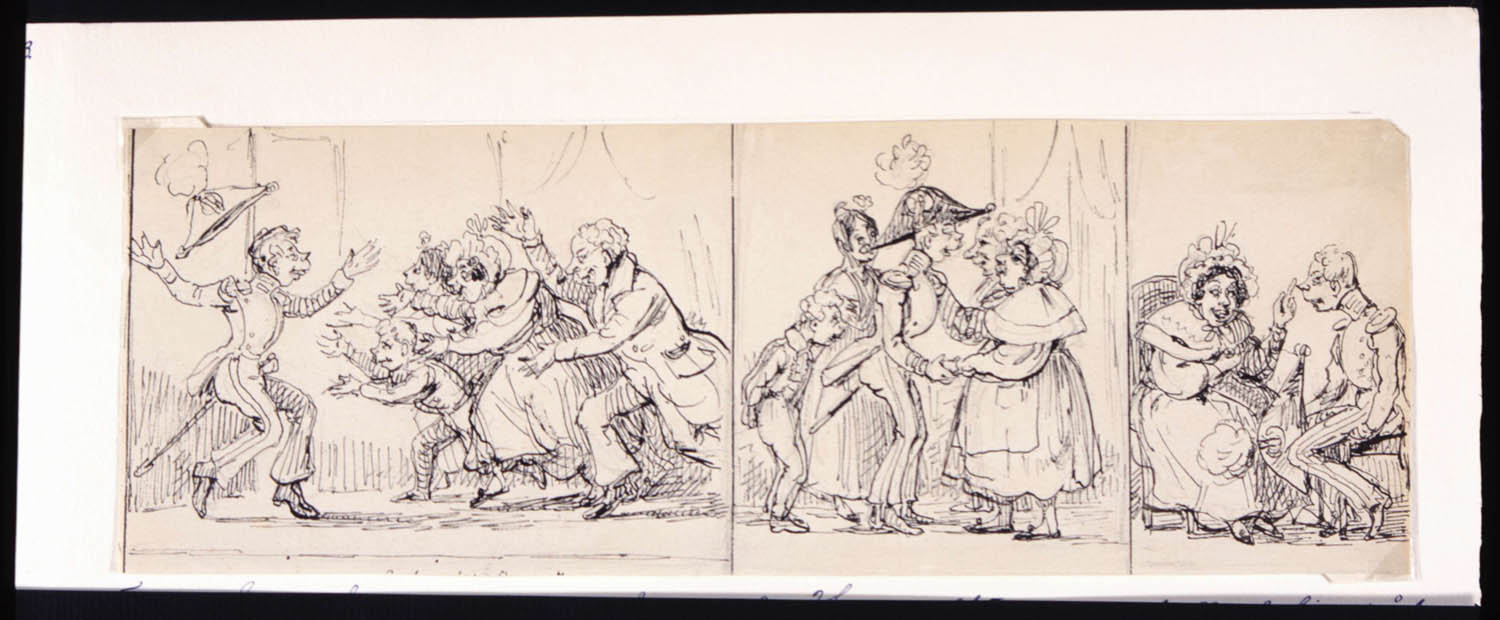
"Unge Sparf kommer hem till familjen, som färdig officer." Encre 1840.